# Iablunivka, Iuriivka
Iablunivka (în ucraineană Яблунівка) este un sat în comuna Cerneavșciîna din raionul Iuriivka, regiunea Dnipropetrovsk, Ucraina.

## Demografie
Componența lingvistică a localității Iablunivka
     Ucraineană (88,37%)
     Rusă (11,63%)
Conform recensământului din 2001, majoritatea populației localității Iablunivka era vorbitoare de ucraineană (88,37%), existând în minoritate și vorbitori de rusă (11,63%).